# Guy Sacre
Guy Sacre est un compositeur, pianiste et critique musical français né en 1948.

## Biographie
Il est essentiellement connu pour avoir rédigé La Musique de piano, recensement critique d'une grande partie du répertoire pianistique, traitant de quelque 4 000 œuvres de 272 compositeurs.
Dans ses compositions, Guy Sacre s'efforce de renouer avec la tradition musicale française : il est ainsi l'auteur de Vingt-Quatre préludes et de Mélodies d'après des poèmes de Paul Verlaine, Jean Cocteau ou Guillaume Apollinaire.
Il a fondé avec Billy Eidi l'association Contrechants destinée à faire redécouvrir un répertoire méconnu (concerts "Piano au Palais-Royal" de 1991 à 1995, en collaboration avec la Bibliothèque nationale).
Guy Sacre est également auteur d'émissions radiophoniques (Radio Suisse Romande) et de conférences centrées sur des thèmes d'esthétique musicale et littéraire, comme "la musique et les éléments", "Vigny et le silence", "Apollinaire poète du souvenir", ou les "masques et bergamasques" qui convoquent Fauré et Debussy autour de Verlaine et Watteau.
Depuis 1994, il est conseiller musical du Festival Chopin à Paris.

## Œuvre critique
- La Musique de piano, Paris, Robert Laffont, coll. « Bouquins » (2 volumes), 1998

## Œuvres musicales
Liste non exhaustive (à compléter)

### Œuvres pour piano
- 1979 : Piccolissima-Sérénade
- 1981 : Neuf Contes moraux (ISMN 979-0-2318-0751-6)
- 1981-1982 : Deuxième Sérénade
- 1982 : Thème varié
- 1987 : Soliloques, sept pièces pour piano (ISMN 979-0-2318-0753-0)
- 1989 : Variations sur une mazurka de Chopin
- 1990 : Petits Exercices de la solitude, cinq pièces pour piano (ISMN 979-0-2318-0752-3)
- 1993 : 24 Préludes
- 1994 : Carnaval (ISMN 979-0-2318-0738-7)
- 2005 : Cinq Préludes (ISMN 979-0-2318-0754-7)
- Chansons enfantines

### Musique vocale
- 1976 : Cinq Poésies de Georges Schehadé pour voix moyenne et piano (ISMN 979-0-2318-0022-7)
- 1976 : Cartes postales (sur 4 poèmes de Jean Cocteau)
- 1977 : Cinq Poèmes d’Apollinaire pour baryton et piano (ISMN 979-0-2318-0744-8)
- 1978 : Sept Phrases pour éventails sur des poèmes de Paul Claudel pour voix moyenne et piano (ISMN 979-0-2318-0023-4)
- 1979 : Deux Poèmes de Jean Tardieu pour baryton et piano (ISMN 979-0-2318-0789-9)
- 1979 : Huit Petits Poèmes de Max Jacob pour voix moyenne et piano (ISMN 979-0-2318-0788-2)
- 1978-1982 : Six poèmes de "Vocabulaire" pour chant et piano (sur 6 poèmes de Jean Cocteau)
- 1980 : Deux Poèmes français de Rilke pour voix moyenne et piano (ISMN 979-0-2318-0786-8)
- 1980 : Deux Poèmes de Jules Romains pour baryton et piano (ISMN 979-0-2318-0790-5)
- 1980-1982 : Clair-Obscur pour baryton et piano (sur 4 poèmes de Jean Cocteau)
- 1981 : Mauvais cœur cantate sur un texte de Léon-Paul Fargue (ISMN 979-0-2318-0711-0)
- 1982 : L'Exécution pour baryton et piano (sur un poème de Jean Cocteau)
- 1982 : Six Nouveaux Éventails sur des poèmes de Paul Claudel pour voix moyenne et piano (ISMN 979-0-2318-0712-7)
- 1985 : Quatre Exemples tirés des « Nécessités de la vie », poèmes de Paul Éluard pour voix moyenne et piano (ISMN 979-0-2318-0021-0)
- 1985 : Trois Poèmes de Robert Desnos pour voix et piano (ISMN 979-0-2318-0348-8)
- 1987 : Trois Poésies de Georges Schehadé pour voix moyenne et piano (ISMN 979-0-2318-0024-1)
- 1988 : Quatre Derniers Éventails sur des poèmes de Paul Claudel pour voix moyenne et piano (ISMN 979-0-2318-0737-0)
- 1989 : Trois Épigrammes d’Henri de Régnier pour voix moyenne et piano (ISMN 979-0-2318-0787-5)
- 1990 : L'Album de Poil de carotte pour voix moyenne et piano sur un texte de Jules Renard (ISMN 979-0-2318-0433-1)
- 1990 : Deux Poèmes de Jean Pellerin pour baryton et piano (ISMN 979-0-2318-0785-1)
- 2016 : Enfance, deux mélodies sur des poèmes de Rimbaud pour baryton et piano (ISMN 979-0-2318-0878-0)
- Trois Poèmes de Verlaine

## Discographie
- Mélodies et Mélodies - 2, interprétées par Jean-François Gardeil, Florence Katz et Billy Eidi pour le label Timpani.
- Œuvres pour piano et Œuvres pour piano - 2, interprétées par Billy Eidi pour le même label.

### Bases de données
- Notices d'autorité :   - VIAF
  - ISNI
  - BnF (données)
  - IdRef
  - LCCN
  - GND
  - Pologne
  - Israël
  - WorldCat
- Ressources relatives à la musique :   - Discogs
  - Muziekweb